# 팀 켈러
팀 켈러(Timothy J. Keller, 1950년 9월 23일~2023년 5월 19일)는 미국의 목사, 신학자 및 기독교 변증가이자 뉴욕시 리디머 장로 교회(Redeemer Presbyterian Church)의 설립자이다. 뉴욕타임지 베스트셀링 북 <마르지 않는 사랑>(The Prodigal God: Recovering the Heart of the Christian Faith , 2008)의 저자이다. 그는 1989년 아내 케시 사모와 3명의 아이들과 함께 리디머 장로교회를 개척하여 20년 동안 다양한 젋은 직장인들을 지도하며 대형교회로 성장시켰다. 여러 도시에 교회들을 개척하고, 도시문화 속에서 신앙 생활을 하는데 도움이 되는 책이나 자료들을 출판하는 ‘리디머시티투시티’(Redeemer City to City)의 이사장도 맡았다. 10년이 넘는 기간 동안 48개 도시에서 250개 교회를 개척했다. 복음연합을 2005년에 D. A. 카슨과 세워 목회자들을 훈련시켰다. 존 파이퍼와 더불어 가장 영향력있는 목회자로 인정받는다. 실천적 변증론의 관점에서 목회 철학을 세웠다. 그의 아내는 캐시 루이스 켈러이며, 차남 마이클 켈러는 대를 이어 목사이다.

## 생애
팀 켈러는 1950년에 펜실베이니아주 앨런타운에서 TV 광고 매니저의 아들로 태어났다. 1972년에 버크넬 대학교에서 학사학위를 받고, 1975년에는 고든 콘웰 신학교에서 목회학 석사학위(M.Div.)를 받았다. 이 때 캐시 크리스티와 만나 결혼하였다.
1981년에는 웨스트민스터 신학교에서 목회학 박사학위(D.Min.)를 받았다. 지도교수는 한국에서도 선교사와 교수를 했던 하비 콘(Harvie M. Conn)이었다. 대학에 들어가기 전에는 루터교회를 다녔으나, 미국기독학생회의 영향으로 장로교인이 되었다. 미국 장로교회로부터 목사안수를 받았다. 버지니아주 호프웰의 장로교회에서 9년간 사역을 하였고, 후에 뉴욕시 리디머 장로 교회(Redeemer Presbyterian Church)를 설립하였다. 박사학위를 받은 웨스트민스터 신학교에서 교수직을 하였다.
가족으로 캐시와의 사이에서 3명의 자식을 두었다. 팀 켈러는 2002년에 갑상선암에 걸렸는데, 18년 뒤인 2020년 6월에 췌장암 판정을 받아 투병하던 도중 2023년 5월 19일 72세의 나이로 호스피스에서 사망했다.

## 한국교회
2018년 3월 한국을 방문하여 다음과 같이 충고하였다."교회가 커지고 권력이 강해지면 교회 지도자들이 권력과 부에 무릎을 꿇고 부패하게 됩니다. 이는 서양교회에서도 이미 경험한 문제죠. 유혹과 권력의 문제에 직면할 만큼 힘을 갖게 된 한국교회가 이 문제를 감추지 말고 어떻게 회개하고 권력남용을 다뤄야 할지를 고민해야 합니다."

## 신학
켈러는 역사적 기독교를 믿는 자들에게 '복음주의'(evangelical)라는 칭호를 피하라고 주장했다. 그 이유는 그 단어가 주로 정치적이고 괴팍한 뉘앙스로 사용되기 때문이다. 그 이유로, 그는 자기 자신을 정통파(orthodox)라고 부르라고 권했는 데, 그것은 그가 개인의 회심 또는 중생을 강조했기 때문이다. 그는 개혁주의 신학자로 보이지만, 그의 개혁주의 교리해석이 현대적으로 치우쳤다는 비판을 받았다. 그래서 그는 '교리에 충실한 이머징 목사' 또는 '신 칼뱅주의자'라고 불린다.

### 복음과 종교의 관계
켈러 사역의 핵심에는 전적인 부패, 오직 은혜, 대속적 속죄에 있었다. 그는 이것을 '복음 중심의 접근방식'(gospel-centered approach)이라고 칭했다.

### 변증학
그는 그의 저서 <하나님을 말하다 (The Reason for God)>에서 수천명의 회의적인 뉴욕인들과 대화를 나누며 얻은 경험을 설명했다. 그는 미국에서 과거 서양의 기독교 문화가 실종되었다고 말한다. 그로 인해, 기독교인들이 현재의 세속화되고, 반종교적인 문화환경을 문맥화해야 할 필요가 있음을 지적하였다.

### 성경과 과학의 관계
성경과 과학적 총의가 서로 대립하는 경우 켈러는 하나님의 말씀이므로 성경의 편에 서야함을 가르쳤다. 또한 그는 다수의 과학자의 의견이 과학적 진리를 탄압했던 선례를 들어 아프리카 기원설의 현재 입지에 대해 회의를 표하였다.

아담과 하와가 그저 상징적인 인물일 뿐이라는 무신론적 진화론의 가정에 대해 켈러는 기독교인의 협상 가능한 신념과 협상 불가능한 신념을 구별하였다. 후자로는 아담의 죄가 모든 사람에게 전가되었다는 교리 및 예수의 의가 모든 기독교인에게 전가되었다는 교리를 예로 들었다. 그는 이에 대해 다음과 같이 말했다.
"[바울은] 명백히 우리에게 아담과 하와는 실존 인물이라고 가르치고자 했다. 성경의 저자가 원하는 방향이 분명한데 그것을 문자 그대로 받아들이지 않는다면, 성경의 권위를 이해하는 전통적 방식에서 벗어난 것이다. ... 아담이 실존 인물이 아니라면, 죄와 은혜는 모두 '언약대로' 작용한다는 바울의 주장이 통째로 무너져버린다."
그의 견해로는 오랜 지구 창조설과 젊은 지구 창조설 두 입장 모두 성경적 여지가 있다. 그가 바이오로고스 단체의 주장인 진화론적 창조론을 따른다는 주장이 있었으나 그가 명확히 해당 주장을 한 적은 없으며 창조과학 측의 일부가 의심했다는 주장도 있다.

### 우상과 정체성
그는 현대인들의 우상에 관해 강조했는데, 주로 마르틴 루터와 장 칼뱅의 입장을 따르며 십계명에 기초하여 설명하였다. 바로 다른 계명들을 어기기 위해서는 일단 제일 먼저 "나 외에 다른 신을 섬기지 말라"는 첫째 계명부터 어겨야 한다는 점이며 그렇기에 모든 인간은 우상 (하나님 이외의 다른 것)을 숭배하며 산다는 것이다.

그는 또한 "기능적 구원자" (functional savior)에 대해 가르쳤는데, 하나님보다 더 나의 인생에 만족을 주는 그것이 곧 각 개인이 실제로 의지하는 '구원자'라고 말했다.
"우상이란 무엇인가? 무엇이든 당신에게 하나님보다 더 중요한 것이다. 무엇이든 하나님보다 더 크게 당신 마음과 생각을 차지하는 것이다. 하나님만이 주실 수 있는 것을 다른 데서 얻으려 한다면 그게 바로 우상이다."

《내가 만든 신》, 22쪽
우상숭배에 대한 켈러의 정의는 아우구스티누스의 "순서가 바뀐 사랑" (disordered loves) 신학과 밀접하게 관련되어 있다. 애국심, 일에 대한 자부심, 남편과 아내의 사랑, 부모-자녀 간의 사랑, 심지어 사역적 열심 등 선한 갈망도 하나님을 갈망하는 마음보다 더 커진다면 그것은 반드시 우리를 배신하고 부작용으로 이어진다는 것이다.
". . .하나님은 요나를 불러 그분의 말씀과 [니느웨] 사람들의 영적 유익을 이스라엘의 국익보다 앞세우게 하셨다. 요나의 민족 사랑과 애국심은 선한 것이었지만 잘못되었다. 그의 민족사랑은 편협함으로 변질되었고, 이스라엘이 국제적 권력 투쟁에서 이길 가망이 사라지자 그의 삶도 아무 의미가 없어졌다. 하나님을 섬기는 일이 이스라엘에 대한 그의 목표와 조화를 이루는 동안에는 하나님께 불만이 없었다. 그러나 참되신 하나님과 그가 실제로 섬기던 신 중 하나를 선택해야 하는 상황에 처하자마자 그는 분노하여 하나님께 등을 돌렸다. 그에게는 국적에 의거한 정체성이 모든 나라의 주인이신 하나님의 종으로서 맡은 역할보다 그의 자긍심에 더욱 근본적이었다. 진짜 하나님은 다른 목적을 위한 수단에 불과했던 것이다. 그는 자신이 진짜 믿는 신을 섬기는 데 하나님을 이용하고 있었다."

《방탕한 선지자 (요나)》에서

### 《탕부 하나님》
2008에 출판된 《탕부 하나님》에서는 (한국에서는 2016년에 나왔다) 돌아온 탕자의 비유에 대해 분석했다. 탕자 뿐만 아니라, 보통 잘 다뤄지지 않는 나머지 두 인물—즉 불평하는 맏아들과 두 아들들을 따뜻하게 맞아주는 아버지—이 두 인물에 대한 내용이 상당한 양을 차지했다. "탕부"(蕩父)라는 칭호는 우리가 흔히 알고 있는 "탕자"라는 제목에 걸맞는 이름이기도 하지만 "무모할 정도로 씀씀이가 헤프"고 "하나도 남김없이 다 쓴다"는 의미도 있어 아버지 하나님의 사랑을 담고 있다.
"맏아들이 가장 원했던 것은 무엇인가? 잘 생각해보면 알겠지만 그가 원한 것도 동생 [탕자]와 똑같았다. 두 형제의 마음은 똑같았다. 둘 다 아버지의 권위를 못마땅해하며 거기서 벗어나려 했다. 둘 다 아버지를 좌지우지할 수 있는 위치에 서려 했다. 다시 말해서 두 아들 모두 반항했다. 방법상 하나는 아주 못 되게 굴었고 또 하나는 지극히 착했을 뿐이다. 둘 다 아버지의 마음을 멀리 떠난 잃어버린 아들이었다."

《탕부 하나님》에서

### 사회정의와 정치
그는 미국에 대다수 교회(감리교, 침례교, 오순절파등)이 죄와 대속교리를 약화시키며 진보적 정치에 함몰하였다고 비판하면서도, 또한 복음주의가 공화당과 연합체인 것을 또한 비판한다. 또한, 기독교가 더 세계적인 운동으로 선한 사마리아인처럼 가난한 자들의 편에 서야 한다고 주장한다.
그는 기독교인이 가난한 자들에게 보다 적극적인 관심을 보이는 것에 대하여 사회운동을 펼치는 것을 옹호하며, 사회적 불평등에 대하여 진보적인 입장을 취한다.

### 문화참여
팀 켈러는 기독교인들이 문화에 참여함으로써 "번성하여 땅에 충만하라"(창 1:28)는 하나님의 명령을 따라야 한다고 말했다. <일과 영성>에서 그는 기독교인들이 곳곳에서 선한 일에 참여하며, 동시에 일을 우상으로 삼지 않으며, 문명을 건설하고, 피조물을 다스리며, 노동에서 오는 그 존엄성을 쟁취하고, 그렇게 하나님의 품성을 닮아가게 된다고 가르쳤다.

또한 그는 미국 맨하탄 북부에서 비즈니스, 예술, 사업등의 문화활동에 참여하며 그들과 소통하려고 노력하였다. 그는 현대인들이 쉽게 복음을 이해할 수 있도록 록키, 겨울왕국의 엘사 및 불의 전차등 대중이 쉽게 이해할 수 있는 영화 및 주인공의 예를 삽입하여 설명하곤 했다. 다음은 그가 팝싱어 마돈나와 성취에 대해 논한 내용이다.
"팝의 전설 마돈나는 성공의 유혹을 이렇게 표현했다. '나는 엄청난 의지의 소유자이지만, 여태껏 내 모든 의지는 늘 끔찍한 열등감을 극복하는 데 있었다. . . . 열등감의 주문을 깨면 당장은 특별한 사람이 되지만 다시 무대에 서면 내가 평범하고 재미없어 보인다. . . . 늘 그 반복이다. 내 삶의 동력은 평범함에 대한 아찔한 두려움에서 온다. 그것이 늘 나를 몰아가고 또 몰아간다. 이미 대단한 존재가 되었음에도 여전히 내가 대단한 존재임을 증명해야 하기 때문이다. 내 고뇌는 끝난 적이 없으며 아마 영영 끝나지 않을 것이다.' 마돈나에게 성공이란 자신의 중요성과 가치를 느끼게 해 주는 마약과 같다. 그런데 도취감이 금방 사라져 다시 복용해야 한다. 자꾸만 자신을 증명해야 한다. 배후의 동기적 욕구는 기쁨이 아니라 두려움이다. 성공을 우상으로 삼았다는 한 가지 징후는 성공이 가져다주는 거짓된 안정감이다. 상류층 사람들은 비극이 닥치면 '삶이 이래서는 안 된다'라고 말한다. 목회를 오래 했어도 노동자 계급과 빈민층에서는 그런 말을 들어 본 적이 없다. 거짓된 안전감은 자기 성취를 신격화해 그것이 삶의 역경으로부터 자신을 안전하게 지켜 주기를 바라는 데서 비롯된다. 하지만 우리를 그렇게 지켜 주실 수 있는 분은 하나님뿐이다."

### 오직 예수로 말미암은 정체성
팀 켈러는 복음을 정반대 개념인 자기 구원 (self-salvation)과 대치시키며 설명했다. 그는 이 두 가지의 형태인 전통 자아와 현대 자아를 비판하며 둘 다 개인의 행위로 말미암았다고 말했다. 이것은 둘이 각각 집단주의 (신격화된 집단), 개인주의 (신격화된 개인)에 근거한 정체성이고 가치를 하나님의 인정이 아닌 사람의 인정에서 찾으려 하기 때문이다. 따라서 이런 정체성들은 각각 옭아매는 도덕주의에, 끊임없는 쾌락주의에 이른다.

특히 그는 현대적 자아가 숭배하는 개인주의적 정체성에 대해 비판했는데, 다음은 그가 표현적 개인주의 (Expressive Individualism)에 대해 했던 말이다.
"로버트 벨라(Robert Bellah)는 『마음의 습관』(Habits of the Heart)이라는 기념비적인 책에서 우리 문화의 응집력을 갉아먹어 버린 것을 콕 찍어 ‘표현적 개인주의’라고 불렀다. 미국인들의 지나친 개인주의와 표현들이 결국은 우리 사회를 함께 공유하는 삶이라든지 사회 구성원 전체를 한데 묶는 지배적인 진리나 가치가 존재하지 않는다고 말하는 수준에 이르게 했다. 벨라는 이렇게 적었다. '개인의 신성함을 인정하고 보장하는 쪽으로 현대 사회가 급속하게 기울어가면서 그 개인들을 한데 묶는 사회 구조를 그려내는 상상력은 점점 사라지고 있다. 개인을 신성불가침한 존재로 여기는 관념과, 전체를 보는 감각이나 공동선(the good of all)에 대한 관심이 균형을 이루지 못하고 있는 것이다.' 하지만『마음의 습관』말미에서 저자는 해체된 문화를 다시 결속시키는 긴 과정을 치러 낼 방법을 제시한다. (『일과 영성』, 20-21)

### 성과 젠더
그는 성역할 (젠더)에 대하여 상호보완론을 지지하면서도, 그것이 성경에 구체적으로 기술되어 있지 않는 상황도 있다고 지적하였다 (예를 들면, "가게부를 작성해야 하는 사람은 꼭 남편이어야 하는가" 등의 문제). 또한 그는 초대 교회가 여성에게 결혼을 강요하지 않았다는 점과 여성과 미망인을 제도적으로 돕는 형태의 종교를 낳았다는 점 등 기독교의 획기성에 대해 상기시켰다.

또한 켈러 목사는 동성애 긍정, 트랜스젠더 긍정, 및 탈근대주의적 정체성 정치가 성경적이지 않다고 비판했다. 그리고 집단의 이익을 신격화시키는 전통적 정체성과 개인의 이익을 신격화시키는 현대적 정체성 둘 다 똑같이 시대적 사상을 반영하려하는 시도라고 말했다. 다음과 같이 그는 동성애적 성향의 앵글로색슨족 전사의 예를 들었다.
"이 전사의 내면에는 누구든 자신을 무시하는 사람을 죽이고 싶은 충동이 있다. 그게 수치와 명예 문화에서 요구하는 반응인지라 그가 그렇게 느낀 것은 당연했다. 그는 또한 성(性)적으로는 남성에게 끌리는데, 이 감정만은 행동으로 옮기지 않고 문화가 요구하는 대로 억누른다.
두번째로는 우리 시대의 맨해튼 거리를 걷는 같은 나이의 남자를 생각해 보라. 그의 감정 역시 앵글로색슨족 전사와 똑같은 경우가 있다. 자기를 째려보는 사람은 누구든 죽이고 싶고, 그대로 남성과 성관계를 갈망한다. [하지만] 우리 문화는 그에게 분노 조절 치료를 받으라고 하고 그의 성적 성향은 공개적으로 자신의 정체성으로 삼으라고 할 것이다.

. . .이 앵글로색슨족 전사와 현대의 맨해튼 청년은 그런 잣대를 어디서 얻었을까? 각자의 문화, 각자의 공동체, 각자의 영웅담에서 얻었다. 사실 그들은 단순히 '나다워지기를 선택한' 게 아니라 자신의 감정을 걸러 내 취사선택한 것이다. 문화가 허용하는 자아를 선택한 것이다. 결국 독자적으로 자기 내면의 감정에만 기초한 정체성이란 불가능하다."
켈러는 동성애가 성경적이지 않다고 주장한 맨하탄 선언문에 서명했다. 또한 바울이 로마서 1:27에서 정죄하는 것은 21세기 개념의 동성애가 아니라 오직 비정상적인 모습의 동성애라는 매튜 바인스의 주장을 반박하며 고대에도 착취적인 동성 간의 성관계 뿐만 아니라 합의에 따른 동성애가 있었다고 지적했다.

### 팀 켈러 “포스트모던 시대, 복음 전하는 7가지 방법
팀 켈러 목사는 포스트모던 시대에 복음을 효과적으로 전할 수 있는 7가지 방법을 제시했고 주요 내용은 다음과 같다.
- 비기독교인들과 서로 공유할 수 있는 언어를 쓰라.
- 비기독교인들도 존경하는 인물의 말을 인용하라.
- 비기독교인들이 갖고 있는 의문을 이해하라.
- 비기독교인들이 믿고 있는 것을 최대한 활용하라.
- 신앙은 절대 강요로 인해 생기는 게 아니다.
- 겉으로 드러난 행동이 아닌 그 동기에 주목하라.
- 율법이 아닌 복음을 전하라.

## 비판
신학적으로 켈러와 흡사한 입장을 취하거나, 심지어 그와 똑같이 칼빈주의적이고 보수적인 견해를 지닌 이들 중에서도 일부는 그를 비판했는데, 이는 그가 너무 지나치게 중립적이었다는 지적이다. 예를 들어, 그가 지옥의 영벌, 낙태, 워오크주의 등의 문제들에 대해 더 분명하게 언급했어야 했다는 것, 그리고 영미권의 반기독교적인 시대 분위기를 파악하지 못하고 양측주의를 지지해버렸다는 지적이 있다. 또한 그가 강조한 '마음을 끄는 방식'의 사역 (winsome approach)이 그의 많은 독자들로 하여금 죄악론 등에 대해 무지하도록, 신학적 모호성에 빠지도록 한다는 비판이다.

## 그에게 영향을 준 인물들과 작품
- 칼빈의 기독교 강요, 웨스트민스터 신앙고백서
- 복음전반에 관한 접근( 탕자의 비유 ): 에드먼드 클라우니
- 삼위일체에 관하여[40]: 위르겐 몰트만( 기초적인 면에서 유사 ), D. A. 카슨
- 변증학에 관하여: C. S. 루이스, 코닐리어스 반틸, 존 스토트, 앨빈 플랜팅가, 미로슬라브 볼프
- 문화부분 : C. S. 루이스, J. R. R. 톨킨, 해리 포터 소설
- 사회정의부분: 하비 콘, 구스타보 구티에레스, 니컬러스 월터스토프, 존 M. 퍼킨스, 앨러스터 매킨타이어, 마이클 샌델, 리차드 마우

## 저서
- Resources for Deacons: Love Expressed through Mercy Ministries (Christian Education and Publications, 1985) ISBN 0-9703541-6-9
- Ministries of Mercy: The Call of the Jericho Road (P&R Publishing, 1997) ISBN 0-87552-217-3
- Church Planter Manual (Redeemer Presbyterian Church, 2002)
- The Reason for God: Belief in an Age of Skepticism (Dutton Adult, February 2008) ISBN 0-525-95049-4
- The Prodigal God: Recovering the Heart of the Christian Faith (Dutton Adult, November 2008) ISBN 0-525-95079-6
- Counterfeit Gods: The Empty Promises of Money, Sex, and Power, and the Only Hope that Matters (Dutton Adult, October 2009) ISBN 0-525-95136-9
- Generous Justice: How God's Grace Makes Us Just (Dutton Adult, November 2010) ISBN 0-525-95190-3
- King's Cross: The Story of the World in the Life of Jesus (Dutton Adult, February 2011) ISBN 0-525-95210-1
- The Meaning of Marriage: Facing the Complexities of Commitment with the Wisdom of God (Dutton Adult, November 2011) ISBN 0-525-95247-0
- The Freedom of Self Forgetfulness: The Path to True Christian Joy (10Publishing, March 2012) ISBN 978-1906173418
- Center Church: Doing Balanced, Gospel-Centered Ministry in Your City (Zondervan, September 2012) ISBN 0-310-494184
- Every Good Endeavor: Connecting Your Work to God's Work (Dutton, November 2012) ISBN 978-0-525-95270-1
- Galatians For You (The Good Book Company, February 2013) ISBN 978-1908762573
- Judges For You (The Good Book Company, August 2013) ISBN 978-1908762900
- Walking with God through Pain and Suffering (Dutton, October 2013) ISBN 978-0-525-95245-9
- Encounters with Jesus: Unexpected Answers to Life's Biggest Questions (Dutton, 2013) ISBN 978-0-525-95435-4
- Romans 1-7 For You (The Good Book Company, February 2014) ISBN 978-1908762917
- Prayer: Experiencing Awe and Intimacy with God (Dutton, 2014) ISBN 978-0-525-95414-9
- Center Church Europe (Wijnen, Uitgeverij Van, 2014) Contributors are José de Segovia, Leonardo De Chirico, Michael Herbst, Frank Hinkelmann, Martin de Jong, Jens Bruun Kofoed, Daniel Liechti, András Lovas, David Novak, Stefan Paas and Martin Reppenhagen. ISBN 978-9-051-94480-8
- Romans 8-16 For You (The Good Book Company, February 2015) ISBN 978-1910307298
- Preaching: Communicating Faith in an Age of Skepticism (Viking, June 2015) ISBN 978-0-525-95303-6
- The Songs of Jesus: A Year of Daily Devotionals in the Psalms (Viking, November 2015) ISBN 978-0-525-95514-6
- Making Sense of GOD: An Invitation to the Skeptical[41] Viking ISBN 9780525954156 ebk. ISBN 9780698194366

### 번역된 저서
- 팀켈러의 정의란 무엇인가: 하나님의 은혜가 어떻게 우리를 정의롭게 만드는가 ( 최종훈 옮김, 두란노서원, 2012) : 켈러는 이 책에서 복음주의자들이 사회정의를 포함하여 사역을 해야 한다고 역설하고 있다.